# Ludmila Pagliero
Ludmila Pagliero (sinh ngày 15 tháng 10 năm 1983) là một vũ công ba lê người Argentina, hiện đang là một vũ công étoile (chính) của Paris Opera ballet. Cô gia nhập nhà hát Pháp này năm 2003.

## Tuổi thơ
Sinh ra ở Buenos Aires, Pagliero xuất thân từ một gia đình có nguồn gốc từ Ý, Tây Ban Nha, Séc và Mapuche. Cô lớn lên ở quận Palermo của thành phố, nơi cha cô là một thợ điện và mẹ cô là nhân viên mát xa. Bởi vì Ludmila là một đứa trẻ ưa huyên náo, bởi vì cô "cần phải di chuyển" khi cô tuyên bố với mẹ cô khi cô lên 7 tuổi, nên mẹ cô đã đăng ký cho cô vào một trường múa ba lê cổ điển. Cô đã khá thất vọng bởi trải nghiệm đầu tiên này: giáo viên đã khá già, sử dụng "cây gậy làm nhịp cho đôi chân của chúng tôi", vì thiếu đàn piano. Mẹ cô sau đó đã có ý tưởng đăng ký cho cô một lớp nhạc jazz, và ở đó cô đã "hạnh phúc".
Giáo viên nhạc jazz này đã thấy được khuynh hướng, sự dễ dàng và nhanh nhẹn của cô. Giáo viên đó khuyến khích cô quay trở lại với múa cổ điển, để tìm hiểu cơ sở của môn này và bởi vì đó là một sự bổ sung tốt cho khiêu vũ đương đại. Trong trải nghiệm nhảy múa cổ điển lần thứ hai, Ludmila đã "phải lòng" môn nghệ thuật này.
Giáo viên mới này đã gợi ý với cha mẹ cô rằng cô tham gia buổi thi tuyển vào Học viện Superior de Arte của Teatro Colón ở Buenos Aires. Gia đình cô không có kinh nghiệm gì với thế giới khiêu vũ, nhưng vẫn chấp nhận làm hồ sơ đăng ký và để cô đi vào con đường này. Cô chỉ có sáu tháng kinh nghiệm về nhảy cổ điển và chỉ ba tháng trước để chuẩn bị thi và học pas, mà còn cả từ vựng. Mặc dù tụt lại phía sau các ứng cử viên khác, hầu hết trong số họ có hai hoặc ba năm thực tập trước đó, Ludmila đã vượt qua thử thách: cô đã thành công khi được nhận vào Học viện trong lần thi thử đầu tiên, vào năm 1993, khi mới 10 tuổi.

## Từ Buenos Aires đến Santiago
Tại Học viện Superior de Arte của Teatro Colón, Ludmila đã được đào tạo với một số giáo viên nổi tiếng: Rina Valverde, Mario Gallizzi, Andrea Bengochea, Héctor Barriles, Mirta Furioso và Olga Ferri. "Tất cả những giấc mơ của tôi về vũ công đã được sinh ra ở Teatro Colón ", Ludmila nhớ về thời kỳ này. Tuy nhiên,sau vài năm, vở ballet của Teatro Colón đã không cung cấp một vị trí nào cho một vũ công.
Năm 1999, Ricardo Bustamante, giám đốc nghệ thuật múa ba lê của Teatro Colón (và là bậc thầy ba lê hiện tại và trợ lý giám đốc nghệ thuật với vở ballet San Francisco ) rời khỏi để chỉ đạo vở ballet của <i id="mwJA">Teatro Municipal de Santiago</i> ở Chile. Ludmila đã có cơ hội đại diện cho các vũ công không thể thiếu với vở ballet của Teatro Colón và Ricardo đã có cơ hội phát hiện ra cô. Sau đó, anh đề nghị cô ký hợp đồng một năm với đoàn kịch ba lê của Santiago. Say mê sân khấu, cô ngay lập tức chấp nhận lời đề nghị của anh, thậm chí không cần xin phép cha mẹ. Lúc đó cô mới chỉ 15 tuổi rưỡi.
Ludmila phải rời khỏi Argentina và gia đình, điều mà ngày nay cô gọi là quyết định "khó khăn nhất" của cuộc đời cô  và định cư tại Santiago. Sau một chế độ làm việc không ngừng nghỉ hàng ngày, từ 9 giờ sáng đến 10 giờ tối, cô được thăng chức thành nghệ sĩ solo hai năm sau đó, ở tuổi 17, và bắt đầu khiêu vũ với vai chính trong các tác phẩm như Người đẹp ngủ trong rừng - Công chúa Aurora) và Chủ đề và Biến thể (George Balanchine).

## Cuộc thi ba lê quốc tế New York và giải thưởng Igor Youskevitch
Vào đầu năm 2003, Ricardo Gustamante rời Teatro Municipal of Santiago và vở ballet được để lại mà không có một đạo diễn nghệ thuật. Một người bạn Pháp sống ở Chile đã nói chuyện với cô về Cuộc thi Ba lê Quốc tế New York. Ludmila quyết định thử. Cô đã chuẩn bị một tháng trong một studio ở New York, tập hợp tất cả các ứng cử viên, để trình bày một biến thể và ba pas de deux.
Vào cuối tháng đó, sau này cô nhớ lại đã có rất nhiều niềm vui, Ludmila đã được trao huy chương bạc trong cuộc thi Ballet quốc tế New York, cũng như giải thưởng Igor Youskevitch, giải này đã giúp cô ấy ký hợp đồng một năm với Nhà hát Ba lê Mỹ.